# NGC 537
NGC 537 је спирална галаксија у сазвежђу Андромеда која се налази на NGC листи објеката дубоког неба.
Деклинација објекта је + 34° 1' 31" а ректасцензија 1h 25m 20,7s. Привидна величина (магнитуда) објекта NGC 537 износи 12,7 а фотографска магнитуда 13,5. Налази се на удаљености од 55,0000 милиона парсека од Сунца. NGC 537 је још познат и под ознакама NGC 523, UGC 979, MCG 6-4-18, IRAS 01225+3345, ARP 158, VV 783, 4ZW 45, CGCG 521-22, PGC 5268.